# Delta Pavonis
Delta Pavonis (δ Pav) – gwiazda w gwiazdozbiorze Pawia. Według pomiaru paralaksy przez satelitę Hipparcos jest oddalona o 19,92 roku świetlnego od Słońca, co oznacza, że należy do najbliższych jasnych gwiazd.

## Charakterystyka
Jest to dość jasna gwiazda, widoczna gołym okiem na niebie południowym, położona ok. 24° od południowego bieguna niebieskiego (niewidoczna z Polski). Jest podobna do Słońca, należy do typu widmowego G8, ale jest starsza i znajduje się na późniejszym etapie ewolucji. Jest żółtym podolbrzymem, co wskazuje że niedawno zakończyła (lub niedługo zakończy) syntezę wodoru w hel w jądrze. Gwiazdę tę cechuje duży ruch własny, równy 1,66″ na rok i metaliczność wyższa niż słoneczna, co wskazuje, że jest ona przybyszem z innej części Galaktyki. Bliskość i podobieństwo do Słońca sprawiły, że gwiazda pojawia się w fantastyce naukowej.

## Możliwy układ planetarny
W 2021 roku opublikowano analizę danych astrometrycznych wskazującą, że może okrążać ją planeta pozasłoneczna. Byłby to gazowy olbrzym na odległej orbicie, podobny do Jowisza.